# Malev
Malev är en estnisk film från 2005 regisserad av Kaaren Kaer.

## Handling
Filmen är utspelar sig år 1208 och handlar om kampen för Estlands frihet.

## Rollista (i urval)
- Ott Sepp – Uru Tark
- Mirtel Pohla – Ilge
- Märt Avandi – kronofogde Hippolyt av Jurmala
- Raivo E. Tamm – biskop Albert
- Uku Uusberg – Tugis
- Argo Aadli – Leholas
- Mait Malmsten – broder Wismuth
- Üllar Saaremäe – mentor Wolfram
- Anti Kobin – Manivalde
- Ain Mäeots – Lembitu
- Merle Jääger – Lembela, Lembitus fru
- Sergo Vares – Henrik av Lettland
- Aivar Rand – Telemachos Krõbe - mästare i franska tempelherreorden
- Ago Roo – påve Innocentius III[4]